# Klaas Gubbels

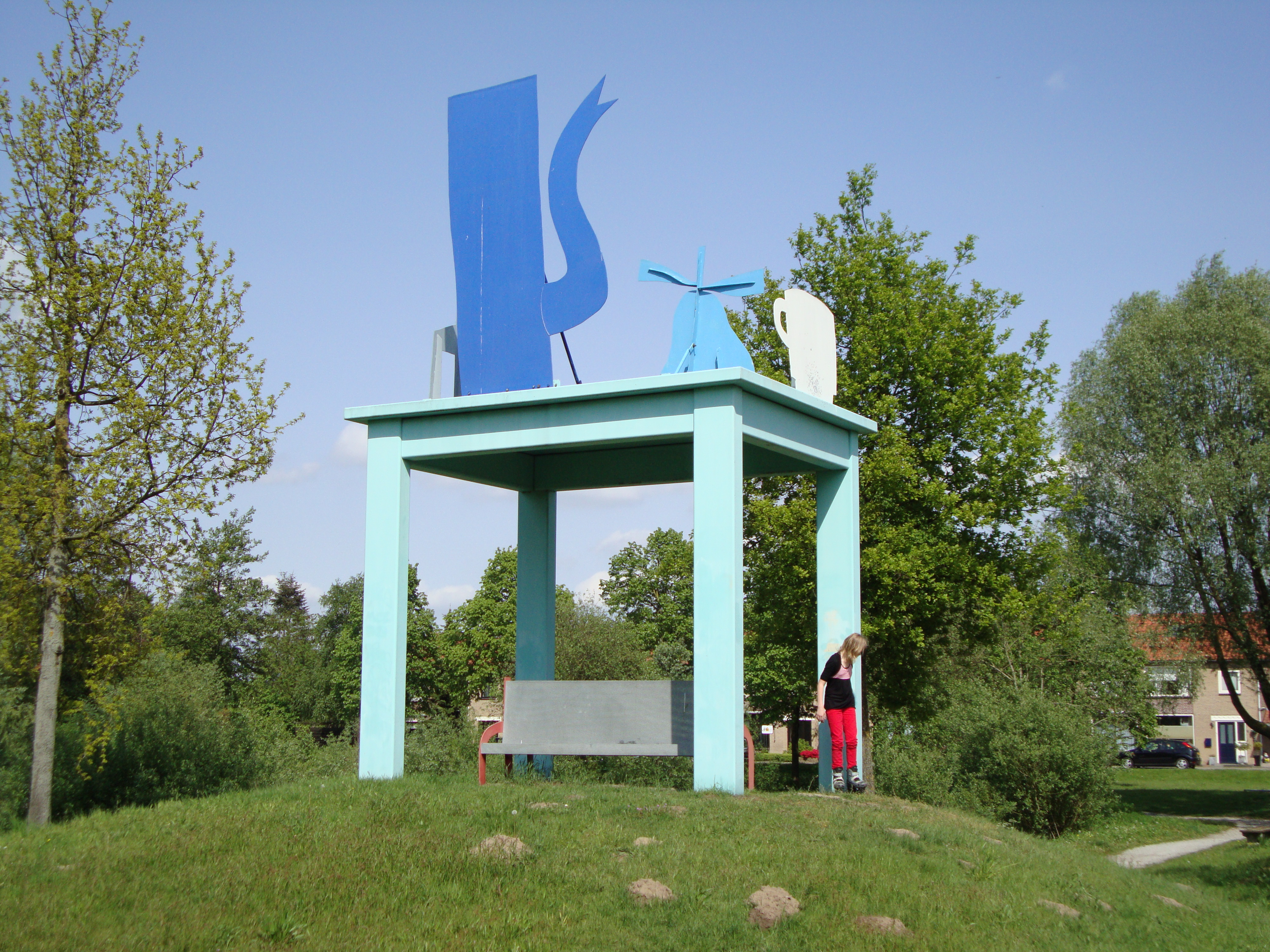
Sculpture "De Tafel", Klaas Gubbels 1994

Klaas Gubbels (Rotterdam, le 19 janvier 1934) est un artiste peintre néerlandais qui travaille en France et aux Pays-Bas. Il est célèbre pour ses natures mortes des cafetières.

## Vie
Gubbels a suivi plusieurs formations artistiques pendant les années 1950. En 1949, Il s'est inscrit dans l'École Technique de Rotterdam pour suivre une formation en peinture commerciale. Puis, il entre dans l'académie des beaux-arts dans cette ville. Il poursuit ses études à Arnhem dans l'académie des Beaux-Arts, une académie où il enseignera lui-même plus tard. Il s'y est spécialisé en sculpture. Depuis 1963, il participa au Gemeenschap Beeldende Kunstenaars, un cercle d'artistes plasticiens, avec, entre autres, Ted Felen et Gab Smulders. Durant les années 1970, Klaas Gubbels était embauché dans l'académie Willem de Kooning dans sa ville natale. Le MMKA, le musée d'art moderne de la ville d'Arnhem, montra une grande exposition rétrospective de ses œuvres en 2004/2005. Klaas Gubbels démeure en France et aux Pays-Bas alternativement.

## Œuvre
Au cours de sa carrière, les œuvres de Gubbels se sont devenus de plus en plus abstraits. Ils se concentrent autour de certains thèmes visuels, tels que les cafetières, les chaises et les tables. Ce focus sur un nombre de sujets limité forme une partie importante de la reconnaissance de l'œuvre artistique de Gubbels. 
En même temps, ces thèmes ont été effectués dans une grande diversité de techniques, comme la photographie, la lithographie, la xylographie, les peintures murales, le collage, l'objet trouvé, le verre en en métal. Son œuvre semble être inspirée par Marcel Duchamp, Man Ray et George Segal et se laisse comparer avec les travaux d'Amedeo Modigliani et de Giorgio Morandi. Son œuvre est présente dans les collections d'art de grandes entreprises aux Pays-Bas, comme Ahold, AKZO-Nobel et TNT.

## Expositions
- MMKA, exposition rétrospective 2004/2005
- Exposition au palais royal de Soestdijk, novembre 2014
- Exposition à l'occasion de ses 80 ans, museum Arnhem, janvier-avril 2014
- Exposition dans la préfecture de Gueldre, avril 2014.

## Images

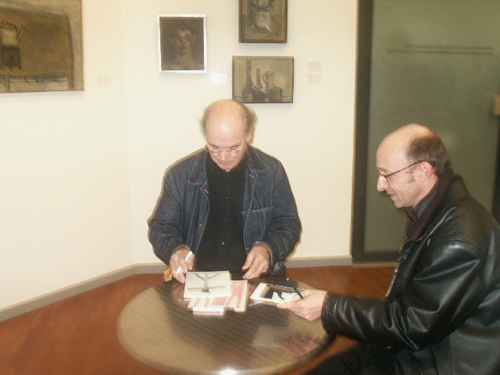
Klaas Gubbels (gauche) en train de signer un de ses œuvres, Arnhem, 2005